# Estrela Novais
Estrela Novais (Porto, 13 de março de 1953 – 8 de março de 2024) foi uma atriz portuguesa que participou em diversas séries e telenovelas de Portugal.

## Biografia
Foi cofundadora da companhia de teatro Seiva Trupe em 1973, juntamente com António Reis e Júlio Cardoso.
Durante a década de 90 dedicou-se exclusivamente à televisão, onde participou em diversas séries e telenovelas, nomeadamente A Viúva do Enforcado, Na Paz dos Anjos, Vidas de Sal, Polícias, A Grande Aposta, Olhos de Água, O Último Beijo, Amanhecer, A Ferreirinha, Dei-te quase Tudo, Doce Fugitiva, Feitiço de Amor, Deixa que te leve.
Faleceu, de cancro da laringe, durante o sono, na madrugada de 08 de Março de 2024.

## Filmografia

### Televisão
| Ano     | Programa                     | Personagem                | Emissora |
| ------- | ---------------------------- | ------------------------- | -------- |
| 1986    | Resposta a Matilde           | Manucha                   | RTP 1    |
| 1987    | Histórias Quase Clínicas     | —                         | RTP 1    |
| 1987    | O Motim                      | —                         | RTP 1    |
| 1989    | Um Chapéu de Palha de Itália | Anais                     | RTP 1    |
| 1990    | Processo de Camilo           | —                         | RTP 1    |
| 1990    | Euronico                     | Várias                    | RTP 1    |
| 1991    | O Beijo de Judas             | Clara                     | RTP 1    |
| 1992    | Procura-se...                | Judite                    | RTP 1    |
| 1992    | A Viúva do Enforcado         | —                         | SIC      |
| 1993    | Bando dos Quatro             | Clara                     | RTP 1    |
| 1993/94 | Na Paz dos Anjos             | Lalá Miraldino            | RTP 1    |
| 1996    | Vidas de Sal                 | Madame Sara               | RTP 1    |
| 1997    | Polícias A                   | Eva                       | RTP 1    |
| 1997    | A Grande Aposta              | Camila                    | RTP 1    |
| 1999    | Jornalistas A                | Mãe de Ivo                | SIC      |
| 2000    | Médico de Família A          | Irmã de Virgínia          | SIC      |
| 2000    | Crianças S.O.S A             | —                         | TVI      |
| 2001    | Milionários à Força A        | Juíza                     | RTP 1    |
| 2001    | Olhos de Água                | Raquel Moreira            | TVI      |
| 2001    | Segredo de Justiça A         | Elisa                     | RTP 1    |
| 2002    | Super Pai A                  | Madame Carmen             | TVI      |
| 2002    | O Último Beijo               | Josefa Salema             | TVI      |
| 2002/03 | Amanhecer                    | Natalina Miranda          | TVI      |
| 2004    | A Ferreirinha A              | D. Preciosa               | RTP 1    |
| 2005    | Inspector Max A              | Rita                      | TVI      |
| 2005    | Morangos com Açúcar A        | Ester                     | TVI      |
| 2005/06 | Dei-te Quase Tudo            | Celeste Ruas              | TVI      |
| 2006    | Uma Aventura                 | Avó de João               | SIC      |
| 2006/07 | Doce Fugitiva                | Glória Pereira            | TVI      |
| 2008    | Casos da Vida A              | Carmo                     | TVI      |
| 2008    | Liberdade 21 A               | Maria                     | RTP 1    |
| 2008/09 | Feitiço de Amor              | Graça Esteves             | TVI      |
| 2009/10 | Deixa Que Te Leve            | Maria Rita Antunes        | TVI      |
| 2010    | Velhos Amigos                | Luísa                     | RTP 1    |
| 2011/12 | Anjo Meu A                   | Rosa Girão                | TVI      |
| 2013    | Destinos Cruzados A          | Juíza                     | TVI      |
| 2013    | Dancin' Days A               | Conceição                 | SIC      |
| 2013    | Giras & Falidas A            | falsa prima de São        | TVI      |
| 2013/14 | Belmonte                     | Maria Ferreira            | TVI      |
| 2014    | Bem-Vindos a Beirais A       | Cigana                    | RTP 1    |
| 2016    | Mulheres Assim               | actriz convidada          | RTP 1    |
| 2018    | Onde Está Elisa?             | Sofia Mendes              | TVI      |
| 2020/21 | Amar Demais                  | Conceição «São» dos Anjos | TVI      |
| 2021/22 | Para Sempre                  | Mãe de Xavier             | TVI      |

### Cinema
Entre a sua filmografia encontram-se:
| Ano  | Peça                        | Personagem      |
| ---- | --------------------------- | --------------- |
| 1980 | Bárbara                     | —               |
| 1981 | A Culpa                     | Marta           |
| 1985 | Saudades para D. Genciana   | Genciana        |
| 1989 | Adieu mes jolies            | —               |
| 1990 | Segno di fuoco              | Madre di Lidia  |
| 2001 | Amici Per La Pelle          | —               |
| 2002 | Esquece Tudo o Que Te Disse | Mãe de Bárbara  |
| 2005 | A Escada                    | Mulher do Chefe |
| 2006 | Fragile(s)                  | Mulher no hotel |

## Teatro
| Ano  | Peça                                          | Teatro/Companhia            |
| ---- | --------------------------------------------- | --------------------------- |
| 1974 | Catarina na Luta do Povo                      | Seiva Trupe                 |
| 1975 | Aqui é Que a Porca Torce o Rabo               | Seiva Trupe                 |
| 1975 | Lux in Tenebris                               | Seiva Trupe                 |
| 1976 | O Santo Inquérito                             | Seiva Trupe                 |
| 1976 | D. Beltrão de Rebordão e D. Estela de Barbela | Seiva Trupe                 |
| 1977 | Os Cornos de D. Gaitas                        | Seiva Trupe                 |
| 1977 | Contos Crueis                                 | Seiva Trupe                 |
| 1978 | A Queda d’um Anjo                             | Seiva Trupe                 |
| 1978 | O Conde de Novion                             | Seiva Trupe                 |
| 1979 | Máquinas Assassinas B                         | Seiva Trupe                 |
| 1979 | Restos                                        | Seiva Trupe                 |
| 1979 | Confissão                                     | Seiva Trupe                 |
| 1980 | Quanto Vale um Poeta                          | Seiva Trupe                 |
| 1980 | Quicas e Tony - fazem a festa na floresta C   | Seiva Trupe                 |
| 1982 | Um Cálice de Porto                            | Seiva Trupe                 |
| 1982 | Sexta Feira                                   | Seiva Trupe                 |
| 1984 | Amor de uma Mulher                            | Seiva Trupe                 |
| 1985 | Fidalgo Aprendiz                              | Seiva Trupe                 |
| 1985 | Os Amorosos da Foz                            | Seiva Trupe                 |
| 1987 | O Motim                                       | Seiva Trupe                 |
| 1987 | Tio Vânia                                     | Seiva Trupe                 |
| 1988 | Antígona                                      | Seiva Trupe                 |
| 1995 | Não há nada que se Coma?                      | Teatro a Barraca            |
| 2007 | Vinte e Zinco                                 | Teatro Nacional D. Maria II |
| 2007 | A Noite da Iguana                             | ACE - Teatro do Bolhão      |

A  Participação especial.
C  Encenação.